# Обыкновенный вьюн
Обыкновенный вьюн (лат. Misgurnus fossilis) — рыба семейства вьюновые.

## Внешний вид
Тело удлинённое, слегка сжатое с боков, покрыто мелкой чешуёй. Его длина составляет от 15 до 30 см. Голова небольшая, вытянутая вперёд. Рот обращен книзу и окружён десятью усиками, из которых четыре наиболее коротких находятся на верхней челюсти, два — по углам рта и четыре — на нижней челюсти. Глаза маленькие, расположены у самого лба, жёлтые. Плавники небольшие, хвостовой закруглён. Окраска зависит от условий обитания. Спина бурая, с многочисленными мелкими тёмными пятнами, брюхо желтоватое и также пятнистое. Посредине тела проходит широкая тёмная полоса, а выше и ниже неё — по одной узкой и короткой. Плавники коричневые, спинной и хвостовой — усеяны тёмными пятнами.

## Распространение
Вид широко распространён в пресных водоёмах Европы и Азии. Рыба предпочитает илистые водоёмы. 

## Образ жизни
Вьюн очень неприхотлив к условиям существования и может обитать там, где другие рыбы отсутствуют. Может дышать жабрами, поверхностью кожи и с помощью кишечника. При недостатке кислорода поднимается к поверхности воды, захватывает ртом воздух и пропускает его через кишечник, издавая звук, напоминающий писк. При пересыхании водоёма вьюн впадает в спячку, благодаря чему потребность организма в кислороде снижается. При высыхании водоёма он зарывается в ил и возвращается в воду лишь после дождей. В связи с этим вьюна можно встретить в сильно загрязнённых озёрах, реках, заводях, где он постоянно находится у дна или погрузившись в ил. В таких местах он встречается стайками. Большую часть дня вьюн проявляет незначительную активность и лишь с наступлением сумерек и ночью выходит на поиски пищи.
Питается беспозвоночными, личинками насекомых, мелкими ракообразными и донными моллюсками. 

## Размножение
Нерест с апреля по июнь. Самки очень плодовиты. Так, у особей из верхнего Днестра длиной 17—24 см и массой 44—140 г насчитывалось 11,6—38,7 тысяч икринок. При температуре воды около 15 ° C через 7—8 сутки появляются личинки, длина которых не превышает 5 мм. Растёт вьюн довольно интенсивно. Так, в верхнем Днестре в первые три года жизни его годовой прирост составляет более 4 см, в трехгодовалом возрасте рыба достигает длины в среднем более 13 см. С наступлением половой зрелости темп роста снижается, и длина тела пятилетних вьюнов составляет 18—23 см. Половозрелость наступает в возрасте трёх лет.